# Carmen Alardín
Carmen Alardín (Tampico, Tamaulipas; 5 de julio de 1933 - Ciudad de México; 10 de mayo de 2014) fue una poetisa mexicana. Residió en Monterrey, Nuevo León, por largas temporadas. Fue licenciada en letras alemanas por la Universidad Nacional Autónoma de México (UNAM) y obtuvo una maestría en letras mexicanas. Hizo una especialización en el Instituto Goethe de Múnich, Alemania. El amor, la vida y el deseo son los temas recurrentes en su obra de escritora.
A los dieciséis años (1951), publicó su primer libro, El canto frágil, y en 1953 confirmó su talento con la obra Pórtico labriego. En 1984, recibió el Premio Xavier Villaurrutia de poesía, por su libro La violencia del otoño, y en 1991 la UNAM dio a conocer una selección de su obra poética en una disco de la colección Voz Viva de México. Su obra ha sido incluida en siete antologías de poesía mexicana e internacional.[cita requerida]
De entre los reconocimientos que recibió, están la Medalla al Mérito Cívico (1989), otorgada por el estado de Nuevo León, «por su labor a favor de la literatura»; el Premio a las Artes 1999, de la Universidad Autónoma de Nuevo León, en la rama de letras, y en el 2004 el Consejo para la Cultura y las Artes de Nuevo León instituyó el Premio Literario Carmen Alardín, con el apoyo y la unión de los estados del noreste de su país.
Fue madre de los actores Jaime Garza y Ana Silvia Garza, abuela de la actriz y cantante Mariana Garza.[cita requerida]

## Obras
- El canto frágil (1951)
- Pórtico labriego (1953)
- Celda de viento (1957)
- Después del sueño (1960)
- Todo se deja así (1964)
- No puede detener los elefantes (1971)
- Canto para un amor sin fe (1976)
- Entreacto (1982)
- La violencia del otoño (1984)
- La libertad inútil (1992)
- Caracol de río (2000)
- Miradas paralelas (2004)